# Ionatana Ionatana
Ionatana Ionatana (5 novembre 1938 - 8 décembre 2000) est un homme politique et ancien Premier ministre des Tuvalu.

## Biographie
Vétéran des cabinets ministériels tuvaluan depuis l'indépendance en 1978, Ionatana passe par les ministères de l'Éducation, des Travaux publics et des Communications, le poste de secrétaire du gouvernement avant d'accéder au poste de Premier ministre le 27 avril 1999 et ce jusqu'à sa mort le 8 décembre 2000. C'est sous son mandat, le 5 septembre 2000, que le groupement de minuscules îles entre à l'ONU.
Ionatana resta membre de l'assemblée de l'indépendance jusqu'à sa mort.

## Distinctions
- Officier de l'Ordre de l'Empire britannique (OBE - 1979)[1]
- Commandeur de l'Ordre royal de Victoria (CVO - 1983)[2]